# Olinda brasiliensis
Olinda brasiliensis là một loài ruồi trong họ Tachinidae.